# Geografia Watykanu

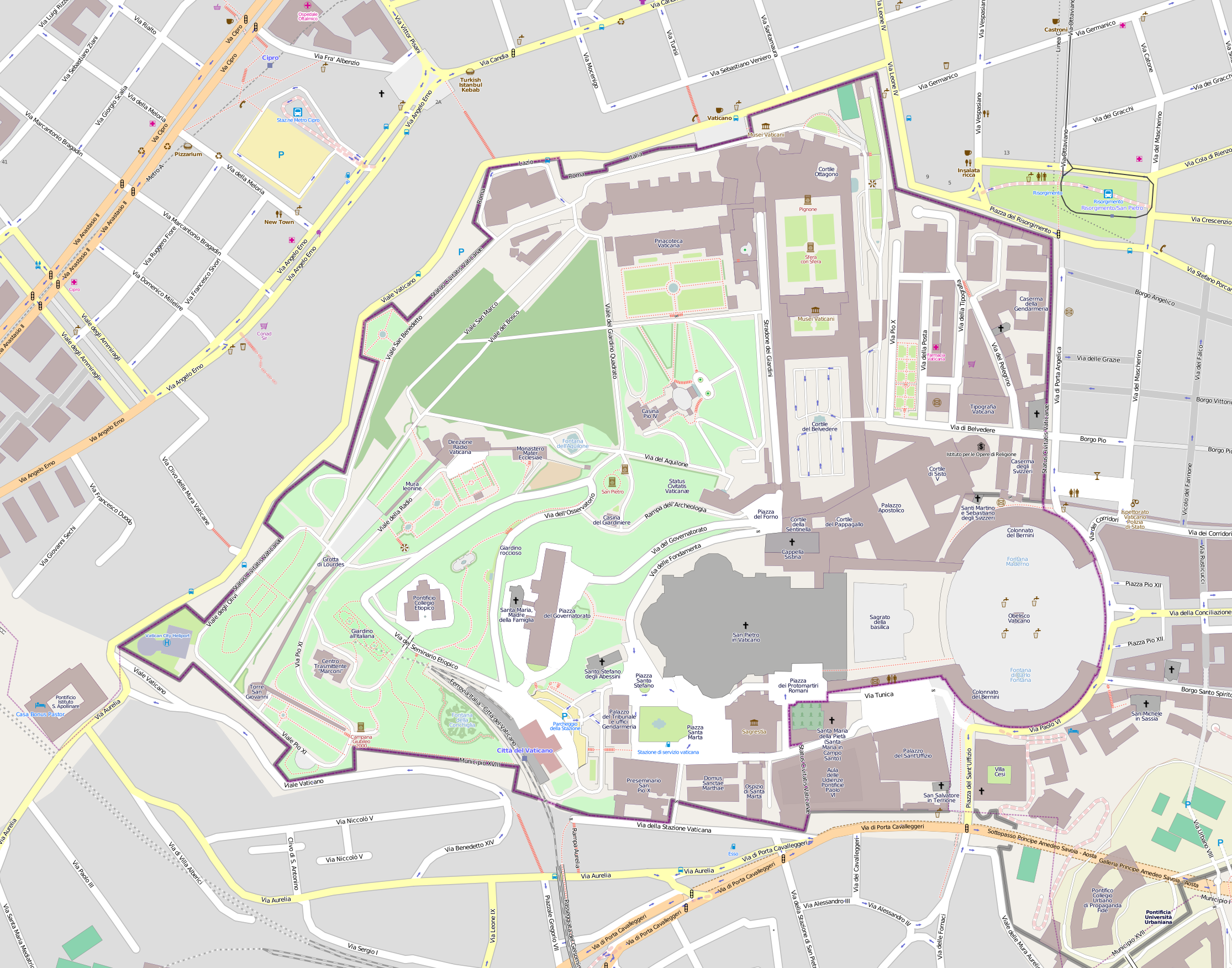
Mapa Watykanu

Watykan – jest państwem śródlądowym, położonym w południowej Europie, na Półwyspie Apenińskim, na zachodnim brzegu Tybru, jako enklawa we włoskim mieście Rzym. Współrzędne: 41°54'10"N, 12°27'9"E.

## Terytorium i granice
Powierzchnia Watykanu 0,44 km² (44 ha), zajmują ją głównie zabudowania i ogrody. Jest najmniejszym, niepodległym państwem na świecie, poza głównym terytorium Watykan posiada, na zasadzie eksterytorialności, 13 budowli w Rzymie oraz kompleks w Castel Gandolfo (letnia siedziba papieży – głowy państwa).
Watykan jest enklawą na terytorium Włoch, granica pomiędzy tymi dwoma państwami została wytyczona w 1929 roku traktatami laterańskimi i ma długość 3,2 km. Na znacznym odcinku granicę wyznacza mur rozdzielający terytoria obu krajów.

## Klimat

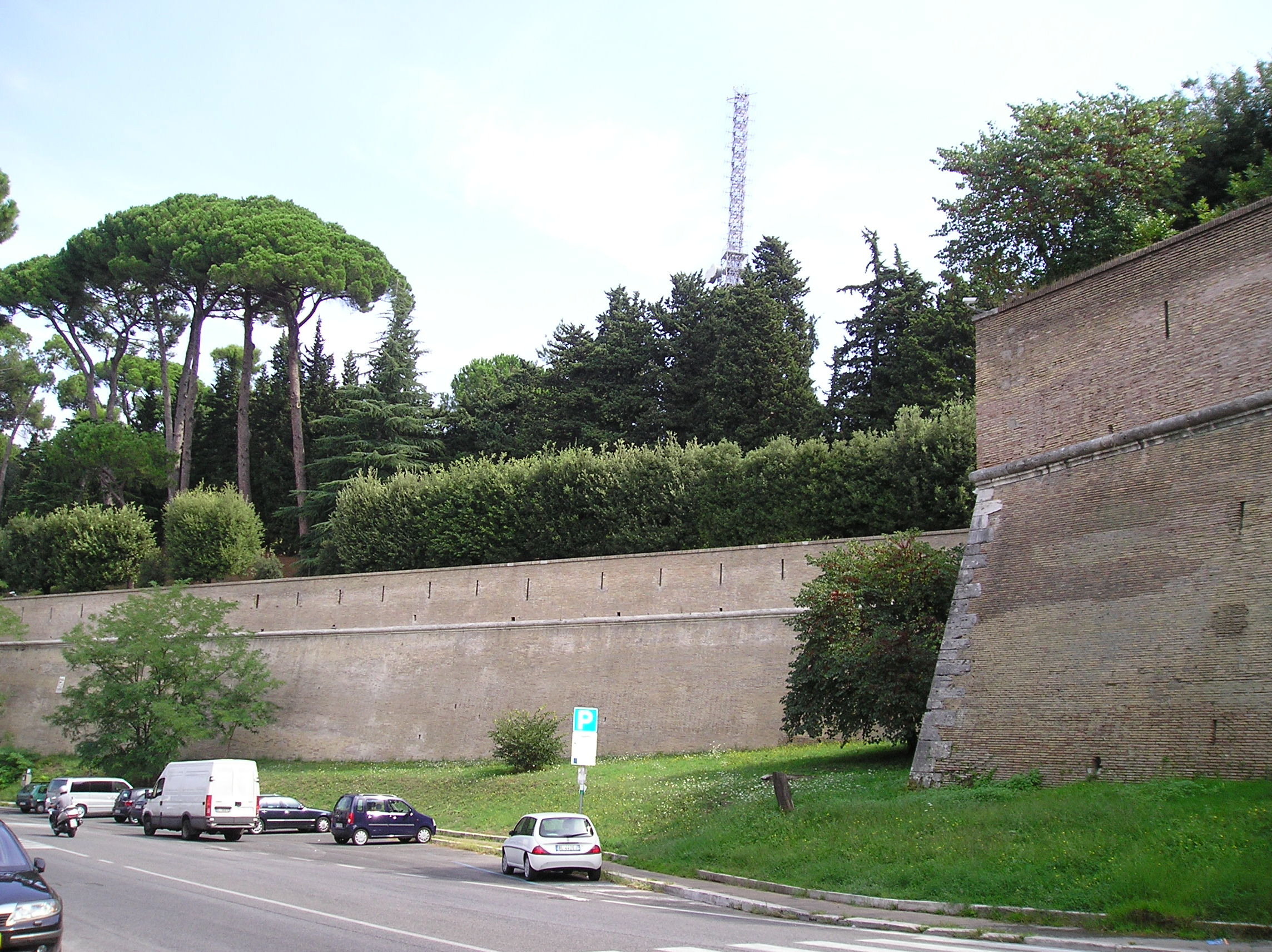
Ukształtowanie terenu w Watykanie

W Watykanie panuje klimat śródziemnomorski, charakteryzujący się wysokimi temperaturami, słonecznymi i suchymi latami i ciepłymi oraz wilgotnymi zimami. Zimą średnie temperatury w najchłodniejszym miesiącu styczniu wynoszą 13 °C w ciągu dnia, zaś nocne spadki to temperatury rzędu 3 °C. Latem w najcieplejszym miesiącu lipcu w ciągu dnia średnie wartości wynoszą 28 °C, zaś w nocy temperatura obniża się do 18 °C. Na ogół na obszarze Watykanu jak i całego Rzymu i okolic nie notuje się temperatur ujemnych. Opady deszczu skupiają się w półroczu zimowym, a od maja do września deszcz pada rzadko. Opady letnie wynoszą od 9 mm do 20 mm, w listopadzie sięgają 110 mm, średnia roczna wynosi około 700 mm.

## Ukształtowanie terenu
Watykan położony jest na Wzgórzu Watykańskim (łac. Mons Vaticanus). Rozpiętość pomiędzy najniższym (19 m n.p.m.) i najwyższym (75 m n.p.m.) punktem w Watykanie wynosi 56 metrów. Państwo nie posiada bogactw naturalnych. Obszar enklawy leży w strefie niziny nadbrzeżnej ciągnącej się równolegle do łańcucha Apeninów.

## Wykorzystanie terenu i przyroda
Większość obszaru jest zabudowana, reszta przeznaczona jest na wolną przestrzeń, w tym Ogrody Watykańskie. Całkowicie zurbanizowany obszar Watykanu cechuje brak naturalnej fauny i flory. W Ogrodach Watykańskich rośnie wiele gatunków roślin, głównie śródziemnomorskich, są to jednak rośliny posadzone przez człowieka. Występują tam głównie cedry, palmy czy też oleandry. Na uwagę zasługują hodowane przez ogrodników storczyki i wiele innych kwiatów. Rośnie tam też wiele gatunków pochodzących z całego świata.
Spośród zwierząt powszechnie w Watykanie występują gołębie, ptaki charakterystyczne dla wielu ośrodków miejskich Europy. W Ogrodach Watykańskich żyją ponadto papugi, kolibry, dzięcioły, dudki, rzekotki, traszki, białe kosy, padalce i koty. W 2011 r. na terytorium Watykanu trafiła rodzina lisów. Została ona jednak usunięta.